# 남성계
남성계(男性界, 영어: manosphere, androsphere 매노스피어, 안드로스피어[*])는 남성성, 여성혐오, 페미니즘에 대한 반대를 조장하는 다양한 웹사이트, 블로그, 온라인 포럼의 집합체이다. 남성계 내의 커뮤니티에는 남성인권 운동가(men's rights activists, MRAs), 인셀(비자발적 독신자), MGTOW(Men Going their Own Way→자기 길을 가는 남성), 픽업 아티스트(pickup artist, PUA), 아버지 권리 단체가 포함된다. 각 그룹의 신념에 관한 세부사항이 때로는 충돌하기도 하지만, 일반적으로 페미니즘의 영향으로 인해 사회가 남성에게 편향되어 있다는 신념과 페미니스트들이 남성혐오, 즉 남성에 대한 증오를 조장한다는 신념으로 연합되어 있다. 이러한 사상의 수용은 영화 《매트릭스》에서 차용한 은유인 "빨간 약(red pill)을 먹는다"라고 표현된다.
남성계는 극우 및 대안우파 커뮤니티와 중첩된다. 또한 온라인 괴롭힘과 연관되어 있으며 남성을 여성혐오적 신념으로 과격화시키고 여성에 대한 폭력을 미화하는 데 가담한 것으로 지적받고 있다. 일부 출처에서는 남성계 기반의 과격화를 여성혐오에 의해 동기부여된 대량 총기 난사 사건과 연관시키기도 했다. 남성계는 2014년 캘리포니아주 아일라비스타 살인 사건, 2015년 오리건주 엄프콰 커뮤니티 컬리지 총격 사건, 2018년 토론토 차량 공격 사건, 그리고 게이머게이트로 알려진 비디오 게임 산업 내 여성들에 대한 온라인 괴롭힘 캠페인 이후 상당한 언론의 주목을 받았다.

## 역사
남성계의 뿌리는 전통적인 남성 성역할의 제한적 특성에 대한 비판으로 시작된 1970년대와 80년대 남성해방운동에 있다. 그러나 1970년대에 초기 남성인권 운동은 남성의 문제를 페미니즘과 여성의 권한 신장에 귀인하기 시작했다. 미디어 학자 데비 깅은 월드 와이드 웹의 성장이 "악성" 반페미니즘, 여성혐오, 그리고 이와 관련된 폭력적 수사의 확산을 가능하게 했다고 주장한다.
남성계의 영어 표현 "매노스피어"는 "블로고스피어"라는 단어에서 착안한 것으로, 2009년 블로그스팟에서 처음 등장한 것으로 여겨진다. 이후 포르노그래피 마케터인 이안 아이언우드가 다양한 블로그와 포럼을 《매노스피어: 남성성을 위한 새로운 희망》(The Manosphere: A New Hope For Masculinity)이라는 책 형태로 수집하면서 대중화되었다. 이 용어는 뉴스 미디어가 여성혐오적 폭력, 성적 폭행, 온라인 괴롭힘 등의 행위를 저지른 남성들에 관한 이야기에서 이를 사용하기 시작하면서 대중적 어휘로 자리 잡았다.
저널리스트 엠마 A. 제인은 2000년대 후반부터 2010년대 초반을 남성계 커뮤니티가 인터넷의 변방에서 주류로 이동한 "전환점"으로 규정한다. 그는 이것이 웹 2.0의 출현과 소셜 미디어의 부상, 그리고 가부장적 문화 내에서 지속되는 체계적인 여성혐오와 관련이 있다고 가설을 세운다. 제인은 2014년 게이머게이트 논쟁 시점에 남성계가 이미 잘 확립되어 있었으며, 여성에 대한 노골적인 강간 위협과 같은 여성혐오적 언어가 주류 담론에 진입하여 특정 남성계 그룹과 반드시 연관되지 않은 남성들에 의해 사용되고 있었다고 서술한다.
도널드 트럼프가 2024년 미국 대선에서 승리한 후, AP통신은 "용기를 얻은" 남성계가 트럼프의 승리를 "온라인상에서 여성혐오적 조롱과 위협을 정당화하고 증폭시키는 데" 이용했으며, 이는 더 이상 온라인에만 국한된 현상이 아니라고 보도했다. 이 보도는 닉 푸엔테스가 만든 "당신의 몸, 내 선택"이라는 문구와 함께 "부엌으로 돌아가라"와 "19조 폐지"라는 문구가 X에서 수백만 조회수를 기록했음을 강조했다. 또한 이러한 문구들이 오프라인으로 이동하여 "중학교에서 소년들이 이를 합창하거나 남성들이 대학 캠퍼스에서 여성들을 향해 이를 사용하고 있다"고 보도했으며, 텍사스 주립 대학교에서 "여성은 재산이다"라는 문구가 적힌 표지판을 든 남성을 주목했다.

## 주제와 이데올로기
남성계는 남성인권 운동가(MRAs), 인셀(비자발적 독신자), MGTOW(Men Going their Own Way→자기 길을 가는 남성), 픽업 아티스트(pick-up artist, PUA), 아버지 권리 단체를 포함하는 다양한 온라인 커뮤니티 그룹이다. 남성계 내의 일부 그룹들은 서로 적대적인 관계를 가지고 있다. 깅은 MRA와 PUA와 같은 하위 그룹들이 "그들의 철학이 거의 동일함에도 불구하고 내부 싸움의 자세를 취하며 그들의 차이점을 과장한다"고 서술한다.
각 그룹의 신념에 관한 세부사항이 때로는 충돌하지만, 남성계 그룹의 일반적인 이데올로기는 남성성 증진, 반페미니즘, 여성혐오를 중심으로 한다. 특히 페미니스트들은 남성 성폭행 피해자를 무시하고 남성에 대한 거짓 강간 고발을 장려하는 것으로 묘사된다. 저널리스트 케이틀린 듀이는 남성계의 주요 교리가 (1) 남성과 여성 사이의 선천적 성차를 위반하는 페미니즘에 의한 현대 사회의 부패와 (2) 초남성적 역할을 채택하고 여성이 복종하도록 강요함으로써 사회를 구원하거나 성적 기량을 달성할 수 있는 남성의 능력으로 축소될 수 있다고 주장한다. 범죄학자 리사 스기우라는 남성계 내의 서로 다른 그룹들이 "여성적 가치가 페미니즘에 의해 추진되어 사회를 지배하고 전복되어야 할 '남성혐오' 이데올로기를 조장한다는 중심적 신념으로 연합되어 있다"고 쓴다.

### 은어
남성계는 자체적인 독특한 은어를 가지고 있다. 남성혐오(남성에 대한 증오 또는 편견)의 개념은 여성혐오와 동등한 것으로서, 제도화된 성차별의 존재를 부정하는 방법으로 흔히 언급된다. 그러나 스기우라는 "남성혐오가 남성의 삶에 영향을 미치는 문제라는 것을 보여주는 증거가 거의 없다"고 쓴다. 남성과 여성 모두 살인 피해자는 여성보다 남성에 의해 살해될 가능성이 더 높다. 남성계에서 페미니즘은 남성혐오적 운동으로 묘사되지만, 남성에 대한 증오를 표명하거나 남성에 대한 여성의 폭력을 장려하는 중요한 페미니스트 단체는 없다.
남성계의 중심 교리는 영화 《매트릭스》에서 차용한 은유인 빨간 약(red pill) 개념이다. 이는 사회가 페미니즘에 의해 지배되고 남성에게 편향되어 있다는 소위 현실에 남성들을 깨우치는 것과 관련이 있다. 남성계 지지자들은 페미니스트와 정치적 올바름이 이러한 현실을 모호하게 하며, 남성들은 자신을 보호하기 위해 싸워야 하는 피해자라고 믿는다. 남성계의 이데올로기를 수용하는 것은 "빨간 약 복용"(taking the red pill, 때로는 TRP로 약칭됨)과 동일시되며, 그렇지 않은 사람들은 "파란 약을 복용한"(taken the blue pill) 또는 "블루필드"(blue pilled)로 여겨진다. 이러한 용어는 반페미니스트 서브레딧 /r/TheRedPill에서 시작되어 나중에 남성인권 사이트와 MGTOW 사이트가 채택하였다. 도나 주커버그는 "빨간 약은 온라인 여성혐오의 새로운 단계를 나타낸다. 그 구성원들은 여성을 조롱하고 얕보는 것뿐만 아니라, 우리 사회에서 남성이 여성에 의해 억압받고 있다고 믿는다"라고 쓴다.
남성은 일반적으로 진화심리학 프레임워크 내에서 "알파"와 "베타" 남성으로 구분되는데, 여기서 "알파"는 성적으로 지배적이고 여성에게 매력적인 것으로 간주되며, 여성들은 알파와의 성관계를 원하도록 본능적으로 배선되어 있지만 재정적 혜택을 위해 "베타" 남성과 짝을 이룬다고 본다. MRA와 PUA 사이에서 이 주장은 "알파 퍽스 베타 벅스"(alpha fux beta bux)로 알려져 있다.

### 관련 운동
남성계는 신반동주의, 백인 국수주의 대안우파 운동을 포함한 백인 우월주의와 극우 이데올로기와 중첩된다. 주커버그는 많은 대안우파 구성원들이 픽업 아티스트나 MGTOW이며, "백인 여성의 성에 대한 통제가 대안우파의 주요 관심사"라고 쓴다. 이러한 커뮤니티 내에서 표명된 반페미니즘의 심각성은 다양하며, 일부는 상당히 온건한 성차별주의를 옹호하고 다른 일부는 극단적인 여성혐오를 미화한다. 인종차별주의와 외국인혐오도 남성계 그룹 사이에 흔하며, 서구 문명에 대한 인식된 위협은 인기 있는 주제이다. 오픈 대학교의 트레이시 파렐과 동료들은 대안우파와 관련된 "앵그리 화이트 맨"(분노한 백인 남성) 외에도 남성계에는 "아름다움의 이상과 지위에까지 확장된 체계적 인종차별과 싸우고 있는 유색인종 남성들"도 포함되어 있다고 쓴다.

### 급진화와 폭력
남성계는 온라인 괴롭힘, 남성의 여성혐오적 신념으로의 급진화, 여성에 대한 폭력의 미화와 연관되어 있다. 일부 출처에서는 남성계 기반의 급진화를 여성혐오에 의해 동기부여된 대량 총기 난사 사건과 연관시켰다. 로잔 연방 공과대학의 로빈 마미에와 동료들은 남성계를 통한 극우 이데올로기로의 급진화를 대안우파 파이프라인 개념과 연관시킨다.

## 웹사이트
남성계는 다양한 웹사이트, 블로그, 온라인 포럼으로 구성되어 있다. 주목할 만한 사이트로는 /r/TheRedPill, 《Return of Kings》, 《A Voice for Men》이 있으며, (현재는 폐쇄된) 《PUAHate》와 《SlutHate》도 포함된다.
레딧은 남성계 지지자들에게 인기 있는 모임 장소였으며, 이 사이트의 여러 포럼은 남성계의 사상을 지향한다. 그러나 2010년대 후반과 2020년대에 레딧은 더욱 극단적인 남성계 서브레딧을 억제하기 위한 조치를 취하기 시작했다. /r/incels(2017년 금지), 그 후속인 /r/braincels(2018년 금지), /r/MGTOW(2021년 8월 금지)와 같은 일부 서브레딧은 금지되었다. /r/TheRedPill과 같은 다른 서브레딧은 "격리"되었는데, 이는 서브레딧의 내용에 대한 경고가 사용자에게 표시되고 사용자가 들어가기 전에 로그인해야 함을 의미한다. 그 결과, 이러한 커뮤니티 중 일부는 갭과 같이 극단적인 콘텐츠를 더 환영하는 웹사이트에서 새로운 터전을 찾았다.

## 대중적 인식
남성계는 2014년 캘리포니아주 아일라비스타 살인 사건, 2015년 오리건주 엄프콰 커뮤니티 칼리지 총격 사건, 2018년 토론토 차량 공격과 같은 고위험 폭력 사건과의 연관성, 그리고 게이머게이트로 알려지게 된 비디오 게임 커뮤니티의 여성 구성원들에 대한 지속적인 온라인 학대와 같은 현상으로 인해 언론의 상당한 주목을 받았다. 아일라비스타 총격 사건 이후, 범인 엘리엇 로저가 《PUAHate》 남성계 포럼의 활발한 참여자였던 것으로 밝혀졌다. 이 공격 이후, 듀이는 남성계가 로저의 공격에 대한 책임이 있는 것은 아니지만 "로저의 여성혐오적 수사는 남성계의 영향을 부정할 수 없게 받은 것으로 보인다"고 썼다. 사회학자 마이클 키멜은 "남성계가 로저에게 이것을 하도록 촉구했다고 주장하는 것은 피상적일 것이다. 나는 그런 곳들이 일종의 위안처라고 생각한다... 그들은 일종의 탈의실, 남자들이 여성에 의해 자신들에게 행해지는 모든 나쁜 일들에 대해 불평할 수 있는 장소를 제공한다"고 주장했다.
아서 골드와그는 2012년 봄 남부 빈곤법률센터의 《인텔리전스 리포트》에서 남성계를 "여성혐오주의자들의 밑바닥 세계, 가정법원 시스템, 가정폭력법, 거짓 강간 고발에 대한 비판을 훨씬 넘어서는 분노를 가진 여성 혐오자들... [그들은] 사실상 모든 여성(또는 적어도 서구화된 여성들)을 공격하는 데 전념하고 있다"고 묘사했다. 그는 그 해 후반에 단서를 덧붙여 "SPLC가 MRA를 혐오 운동의 구성원으로 분류하지 않았다는 점을 언급해야 한다. 또한 우리 기사는 그들이 웹사이트에서 표출하는 불만—거짓 강간 고발, 파탄적인 이혼 합의금 등—이 모두 근거가 없다고 주장하지 않았다. 그러나 우리는 여성혐오의 구체적인 사례와 명시적이든 암묵적이든 폭력의 위협을 지적했다"고 말했다. 2018년, SPLC는 남성 우월주의를 그들이 혐오 단체 목록에서 추적하는 범주로 추가했다. 영국의 반극단주의 단체 '호프 낫 헤이트'는 2019년 《증오의 상태》(State of Hate) 보고서에 남성계를 포함시켰다.

## 같이 보기
- 상호보완론
- 정체성 정치
- 남성주의
- 온정주의
- 모권제
- 부권제
- 앤드류 테이트

## 참고문헌
- Basu, Tanya (2020년 2월 7일). “The 'manosphere' is getting more toxic as angry men join the incels”. 《MIT Technology Review》.
- Dewey, Caitlin (2014년 5월 27일). “Inside the 'manosphere' that inspired Santa Barbara shooter Elliot Rodger”. 《The Washington Post》. 2020년 2월 9일에 확인함.
- Farrell, Tracie; Fernandez, Miriam; Novotny, Jakub; Alani, Harith (2019). 〈Exploring Misogyny across the Manosphere in Reddit〉 (PDF). 《WebSci '19: Proceedings of the 10th ACM Conference on Web Science》. New York: Association for Computing Machinery. 87–96쪽. doi:10.1145/3292522.3326045. ISBN 978-1-4503-6202-3. S2CID 195776677.
- Farrell, Tracie; Araque, Oscar; Fernandez, Miriam; Alani, Harith (2020). 〈On the use of Jargon and Word Embeddings to Explore Subculture within the Reddit's Manosphere〉 (PDF). 《WebSci '20: Proceedings of the 12th ACM Conference on Web Science》. New York: Association for Computing Machinery. 221–230쪽. doi:10.1145/3394231.3397912. ISBN 978-1-4503-7989-2. S2CID 219980233.
- Fernando, Christine (2024년 11월 30일). “Emboldened 'manosphere' accelerates threats and demeaning language toward women after US election”. 《APNews.com》. Associated Press. 2025년 1월 20일에 확인함.
- Friedland, Roger (2018). 〈Donald's Dick: A Man Against the Institutions〉.   Mast, Jason L.; Alexander, Jeffrey C. 《Politics of Meaning/Meaning of Politics: Cultural Sociology of the 2016 U.S. Presidential Election》. Basingstoke, UK: Palgrave Macmillan. 115–133쪽. doi:10.1111/soin.12328. ISBN 978-3-319-95944-3. S2CID 210440082.
- Ging, Debbie (2019). “Alphas, Betas, and Incels: Theorizing the Masculinities of the Manosphere”. 《Men and Masculinities》 22 (4): 638–657. doi:10.1177/1097184x17706401. ISSN 1097-184X. S2CID 149239953.
- Goldwag, Arthur (2012년 3월 1일). “Leader's Suicide Brings Attention to Men's Rights Movement”. 《Intelligence Report》 (Southern Poverty Law Center) (Spring 2012).
- Goldwag, Arthur (2012년 5월 15일). “Intelligence Report Article Provokes Fury Among Men's Rights Activists”. 《Southern Poverty Law Center》. 2020년 2월 9일에 확인함.
- Hodapp, Christa (2017). 《Men's Rights, Gender, and Social Media》. Lanham, Md.: Lexington Books. ISBN 978-1-49-852617-3.
- Jane, Emma A. (2018). “Systemic misogyny exposed: Translating Rapeglish from the Manosphere with a Random Rape Threat Generator”. 《International Journal of Cultural Studies》 21 (6): 661–680. doi:10.1177/1367877917734042. ISSN 1367-8779. S2CID 149078033.
- Janik, Rachel (2018년 4월 24일). “'I laugh at the death of normies': How incels are celebrating the Toronto mass killing”. 《Hatewatch》. Southern Poverty Law Center. 2020년 6월 13일에 확인함.
- Jones, Callum; Trott, Verity; Wright, Scott (2020). “Sluts and soyboys: MGTOW and the production of misogynistic online harassment”. 《New Media & Society》 22 (10): 1903–1921. doi:10.1177/1461444819887141. ISSN 1461-4448. S2CID 210530415.
- Lewis, Helen (2019년 8월 7일). “To Learn About the Far Right, Start With the 'Manosphere'”. 《The Atlantic》. 2020년 2월 9일에 확인함.
- Lumsden, Karen (2019). 〈'"I Want to Kill You in Front of Your Children" Is Not a Threat. It's an Expression of a Desire': Discourses of Online Abuse, Trolling, and Violence on r/MensRights〉.   Lumsden, Karen; Harmer, Emily. 《Online Othering: Exploring Digital Violence and Discrimination on the Web》. Cham: Palgrave Macmillan. 91–115쪽. doi:10.1007/978-3-030-12633-9_4. ISBN 978-3-03-012632-2. S2CID 182589139 – ResearchGate 경유.
- Mamié, Robin; Ribeiro, Manoel Horta; West, Robert (2021). 〈Are Anti-Feminist Communities Gateways to the Far Right? Evidence from Reddit and YouTube〉. 《WebSci '21: Proceedings of the 13th ACM Web Science Conference 2021》. New York: Association for Computing Machinery. 139–147쪽. arXiv:2102.12837. doi:10.1145/3447535.3462504. ISBN 978-1-4503-8330-1. S2CID 232045966.
- Marche, Stephen (2016년 4월 14일). “Swallowing the Red Pill: a journey to the heart of modern misogyny”. 《The Guardian》. 2016년 4월 14일에 원본 문서에서 보존된 문서. 2022년 6월 6일에 확인함.
- Marwick, Alice E.; Caplan, Robyn (2018). “Drinking male tears: language, the manosphere, and networked harassment”. 《Feminist Media Studies》 18 (4): 543–559. doi:10.1080/14680777.2018.1450568. ISSN 1468-0777. S2CID 149246142.
- Marwick, Alice; Lewis, Rebecca (2017년 5월 15일). Media Manipulation and Disinformation Online (보고서). New York: Data & Society Research Institute. 2020년 6월 13일에 확인함.
- Nagle, Angela (2017). 《Kill All Normies: Online Culture Wars From 4Chan And Tumblr To Trump And The Alt-Right》. Alresford, UK: Zero Books. ISBN 978-1-78535-543-1.
- Nelson, Libby (2014년 5월 29일). “'Aggrieved entitlement' in the Isla Vista shooting”. 《Vox》. 2020년 2월 9일에 확인함.
- Nicholas, Lucy; Agius, Christine (2018). 《The Persistence of Global Masculinism: Discourse, Gender and Neo-Colonial Re-Articulations of Violence》. Cham: Palgrave Macmillan. ISBN 978-3-319-68360-7.
- Ribeiro, Manoel Horta; Blackburn, Jeremy; Bradlyn, Barry;  외. (2021). 〈The Evolution of the Manosphere Across the Web〉. 《Proceedings of the International AAAI Conference on Web and Social Media》. Palo Alto, Calif.: Association for the Advancement of Artificial Intelligence. 196–207쪽. arXiv:2001.07600v5. doi:10.1609/icwsm.v15i1.18053. ISBN 978-1-57735-869-5. ISSN 2334-0770.
- Sugiura, Lisa (2021). 〈The Emergence and Development of the Manosphere〉 (PDF). 《The Incel Rebellion: The Rise of the Manosphere and the Virtual War Against Women》. Bingley, England: Emerald Publishing Limited. 15–36쪽. doi:10.1108/978-1-83982-254-420211004. ISBN 978-1-83982-254-4.
- Thalen, Mikael (2021년 8월 3일). “Reddit bans notorious anti-feminist subreddit 'Men Going Their Own Way'”. 《The Daily Dot》. 2021년 12월 7일에 확인함.
- Tye, Charlie (2021년 8월 16일). “Inside the warped world of incel extremists”. 《The Conversation》 (영어). 2021년 11월 11일에 확인함.
- Van Valkenburgh, Shawn P. (2021). “Digesting the Red Pill: Masculinity and Neoliberalism in the Manosphere”. 《Men and Masculinities》 24: 84–103. doi:10.1177/1097184X18816118. ISSN 1097-184X.
- Winter, Aaron (2019). 〈Online Hate: From the Far-Right to the 'Alt-Right' and from the Margins to the Mainstream〉.   Lumsden, Karen; Harmer, Emily. 《Online Othering: Exploring Digital Violence and Discrimination on the Web》. Cham: Palgrave Macmillan. 39–64쪽. doi:10.1007/978-3-030-12633-9_2. ISBN 978-3-03-012632-2.
- Zuckerberg, Donna (2018). 《Not All Dead White Men: Classics and Misogyny in the Digital Age》. Cambridge, Mass.: Harvard University Press. ISBN 978-0-674-97555-2. OCLC 1020311558.

## 더 읽어보기
- Baker, Peter C. (2017년 6월 13일). “Hunting the Manosphere”. 《The New York Times Magazine》. ISSN 0028-7822.
- Baumgärtner, Maik; Höfner, Roman; Müller, Ann-Katrin; Rosenbach, Marcel (2021년 3월 10일). “Hatred Against Women: The Dark World of Extremist Misogyny”. 《Der Spiegel》.
- Ellis, Emma Grey (2019년 7월 10일). “Reddit's 'Manosphere' and the Challenge of Quantifying Hate”. 《Wired》.
- Fountain, Aaron Jr. (2018년 12월 28일). “It's not just white incels. We need to talk about the Black Manosphere, too.”. 《The Black Youth Project》. University of Chicago; Center for the Study of Race, Politics and Culture.
- H.C. (2016년 7월 25일). “What is the manosphere?”. 《The Economist》.
- Rich, Ben; Bujalka, Eva (2023년 2월 12일). “The draw of the 'manosphere': understanding Andrew Tate's appeal to lost men”. 《The Conversation》.